# TOI-715.01
TOI-715 b es un exoplaneta de supertierra en la zona de habitabilidad de su estrella anfitriona de tipo M, TOI-715.El planeta es 1.55 veces más grande que la tierra, y se localiza 0,083 unidades astronómicas (12 416 623,3 km) de su estrella. El planeta orbita en la zona de habilitabilidad de la estrella y tiene una temperatura del equilibrio planetario de 234 Kelvin (−39,2 °C). Se descubrió por el Satélite de Sondeo de Exoplanetas en Tránsito (TESS) en 2023.según los autores del papel de descubrimiento, es el primer descubrimiento de TESS en la zona de habilitabilidad conservataria.
NASA declaró que el Telescopio espacial James Webb podría utilizarse para buscar evidencia de agua o un ambiente planetario. Además, es posible que haya un exoplaneta segundo en la misma sistema, TIC 271971130.02, que, de ser cierto, es el planeta más pequeño conocido en la zona de habilitabilidad.